# Реинкарнация Изабель
«Реинкарнация Изабель» (итал. Riti, magie nere e segrete orge nel trecento; иное название — «Обряды, чёрная магия и секретные оргии в XIV веке») — итальянский фильм ужасов 1973 года режиссёра Ренато Польселли.

## Сюжет
В далёком средневековье жители одной из деревень казнили ведьму Изабель. С тех пор вокруг останков ведьмы организовался культ, который ожидал возвращения Изабель.
В 70-е годы в Италии современный вампир Джек Нельсон собирается выдать свою дочь за скучного деревенского дворянина. Джек уже давно переживает за смерть своей возлюбленной Изабель — ведьмы, сожжёной во времена средневековья. А в это время близится день, когда с помощью особых ритуалов Джек сможет возвратить свою любовь в новой телесной оболочке. Наконец организовывается свадьба дочери Джека и дворянина, которая будет проходить в замке. В это же время в замке собирается секта оккультистов, готовящихся к началу проведения комплекса ритуалов для воскрешения Изабель. Для этого они использует тело голой и окровавленной девушки, в которую должен вселиться дух Изабель, а также группу девушек, над которыми проводят кровавые и сексуальные ритуалы.

## В ролях
- Мики Харгитей — Джек Нельсон
- Рита Кальдерони— Изабель
- Рауль Ловеккьо — оккультист
- Криста Бэрримор — Криста
- Уильям Дарни — Ричард Брентон

## Версии фильма
Долгое время фильм считаля утерянным, пока не появился в Италии на видео в сильно укороченном варианте. Картина длилась всего 56 минут, а общее сюжетное действие казалось несвязным и проявлялось в эротической демонстрации красивых девушек-вампирш, демонстрирующих свои клыки. Кроме того, в ходе фильма героинь часто хлестали плётками, а сами актёры постоянно впивались в камеры взглядом широко открытых глаз.
В 1999 году усилиями американской компании Image была выпущена полная версия картины.

## Критика
Луис Поль в своей книге Italian Horror Film Directors отметил, что картина выглядит дилетантской, в частности из-за того, что многие актёры иногда смотрят в камеру, иногда смеются прямо в ходе съёмочного процесса, а почти каждые десять минут в фильме происходят почти порнографические события.